# غورليتس
غورليتز (بالألمانية: Görlitz) هي بلدة ألمانية، مدينة كبرى في مقاطعة غورليتس في شرق ألمانيا.[بحاجة لمصدر] يقدر عدد سكانها بـ 56,461 نسمة.

## المدن التوأمة
مدن أميان، مولفتا، نوفي يتشين، زغورجيلتس، فيسبادن، ناوسا، ليست، ألمانيا، سيلفكانت و أوبرستدورف هي مدن توأمة لـغرليتز.

## أعلام
- كورت دايفيد
- فريدريش كريستيان باومايستر
- ينفريد بيلز
- مارتن مولر
- مايكل بالاك